# Kernîțea, Horodok
Kernîțea (în ucraineană Керниця) este localitatea de reședință a comunei Kernîțea din raionul Horodok, regiunea Liov, Ucraina.

## Demografie
Componența lingvistică a localității Kernîțea
     Ucraineană (99,83%)
     Alte limbi (0,17%)
Conform recensământului din 2001, majoritatea populației localității Kernîțea era vorbitoare de ucraineană (99,83%), existând în minoritate și vorbitori de alte limbi.